# (3430) Bradfield
(3430) Bradfield ist ein Asteroid des mittleren Hauptgürtels, der am 9. Oktober 1980 von Carolyn Shoemaker am Palomar-Observatorium in Kalifornien bei einer Helligkeit von 16,5 mag entdeckt wurde. Nachträglich konnte der Asteroid bereits auf Aufnahmen nachgewiesen werden, die am 24. und 25. April 1974 an der Sternwarte Cerro El Roble in Argentinien sowie in den Jahren 1976 und 1980 am Krim-Observatorium in Nautschnyj und am Oak-Ridge-Observatorium in Massachusetts gemacht worden waren.
Der Asteroid wurde am 14. April 1987 nach dem australischen Amateurastronomen William Ashley Bradfield benannt, einem Raketeningenieur aus Dernancourt, Südaustralien. Bradfield hat von 1972 bis 2004 insgesamt 18 Kometen entdeckt und war besonders in den 1970er und 1980er Jahren hauptsächlich für die stark gestiegene Entdeckungsrate heller Kometen auf der Südhalbkugel verantwortlich.
Aufgrund der Bahneigenschaften wird (3430) Bradfield zur Agnia-Familie gezählt.

## Wissenschaftliche Auswertung
Eine Auswertung von Beobachtungen durch das Projekt NEOWISE im nahen Infrarot führte 2011 zu vorläufigen Werten für den Durchmesser und die Albedo im sichtbaren Bereich von 8,5 km bzw. 0,27.
Mit einer Auswertung photometrischer Daten des Lowell-Observatoriums und des Gaia-DR2-Katalogs konnte im Jahr 2019 durch die Methode der konvexen Inversion ein dreidimensionales Gestaltmodell für zwei alternative Positionen der Rotationsachse mit retrograder Rotation und eine Periode von 5,3119 h bestimmt werden.